# Harthikote, Hiriyur
Harthikote là một làng thuộc tehsil Hiriyur, huyện Chitradurga, bang Karnataka, Ấn Độ.